# Joanna Zeiger
Joanna Sue Zeiger (Baltimore, 4 de maio de 1970) é uma triatleta profissional estadunidense.

## Carreira

### Sydney 2000
Joanna Sue Zeiger disputou os Jogos de Sydney 2000, terminando em 4º lugar com o tempo de 2:01:25.74.